# Xã Iowa, Quận Washington, Iowa
Xã Iowa (tiếng Anh: Iowa Township) là một xã thuộc quận Washington, tiểu bang Iowa, Hoa Kỳ. Năm 2010, dân số của xã này là 2.262 người.